# Georges Gasté
Pour les articles homonymes, voir Gasté.
Georges Gasté, né le 30 août 1869 à Paris et mort le 12 septembre 1910 à Madurai au Tamil Nadu dans le Raj britannique, est un peintre orientaliste et un photographe français.

## Biographie

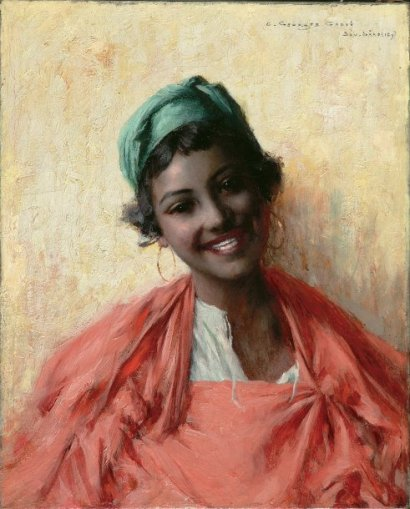
Jeune fille de Bou-Saada

Georges Gasté naît le 30 août 1869 dans le 6e arrondissement de Paris au 3, rue Gindre (actuelle rue Madame). Le père, Henri Gasté (1845-1871), originaire de Laval, est lui-même marchand de tableaux tout comme Pierre Gasté (1820-1884), le grand-père. Le destin de Georges Gasté est donc déjà très fortement orienté vers l'art pictural dès son plus jeune âge.
Georges Gasté entre à l'École des Beaux Arts en 1887, dans l'atelier du peintre Alexandre Cabanel, après avoir suivi des cours à l'académie Colarossi avec le peintre Raphaël Collin. En 1889, il découvre la lumière du sud lors d'un voyage au Maroc. Dès lors, après deux rencontres décisives, celles du peintre Étienne Dinet et de Léonce Bénédite, directeur du musée du Luxembourg, il décide de devenir peintre orientaliste. Il entreprend alors de nombreux voyages en Afrique du Nord, puis s'installe pendant quatre ans à Bou Saâda (Algérie) avant de se fixer au Caire (Égypte), de 1898 à 1903. Les visages des habitants de ces pays le fascinent et il réalise de très nombreux portraits, vibrants et sensibles à l'image de son tempérament. Désireux de découvrir de nouveaux horizons, il s'embarque en 1905 pour les Indes et Ceylan qui sont pour lui une nouvelle source d'inspiration, après avoir brièvement séjourné en Espagne, en Italie et en Turquie. De même qu'en Algérie et en Égypte, il fuit la société coloniale dans laquelle il ne se reconnaît pas et partage la vie des populations locales, en Inde du nord, puis en Inde du sud. Durant toutes ces années, il est régulièrement exposé aux Salons des Orientalistes et reçoit plusieurs prix. En 1907, les critiques du Salon des Orientalistes au Grand Palais à Paris le consacrent comme LE peintre des Indes. Malgré une notoriété grandissante, se sentant seul et abandonné, il meurt en 1910 à Madurai (Inde du sud), à l'âge de 41 ans. Si son tempérament sauvage et sa vie d'exilé l'ont éloigné des courants artistiques de son époque, son œuvre picturale reflète sa passion de la lumière et sa recherche constante de l'émotion et de la vérité dans ses portraits et ses scènes de la vie quotidienne. En cela, il se détache de nombreux orientalistes qui ont pastiché la vie orientale. Mais c'est sans doute son œuvre photographique qui, aujourd'hui, se révèle la plus personnelle et la plus moderne. Grâce à sa proximité avec les populations des pays dans lesquels il a vécu, ces photographies sont autant des œuvres d'art que des témoignages ethnographiques.

## Expositions
En 2013, une exposition intitulée Georges Gasté, un Orient d’ombre et de lumière lui a été consacrée au musée du Montparnasse, à Paris. En 2014, une rétrospective est organisée au musée Mandet de Riom, une exposition de ses photos algériennes à Alger et une exposition itinérante de ses photos indiennes à New Delhi, puis dans huit autres villes en Inde. 
L'exposition Georges Gasté, Un Orient sans mirages, 1869-1910 - peintures et photographies lui a été consacrée au musée Lambinet du 4 novembre au 18 février 2018.  

## Galerie

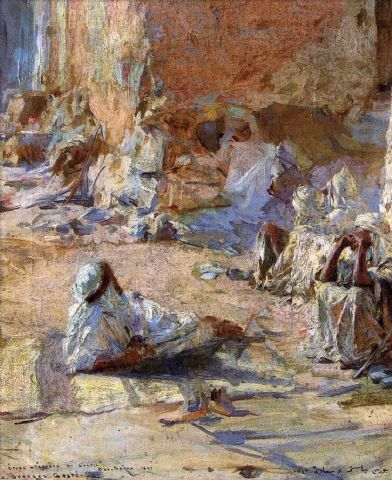
Étude d'Arabes au soleil (huile, 1897)
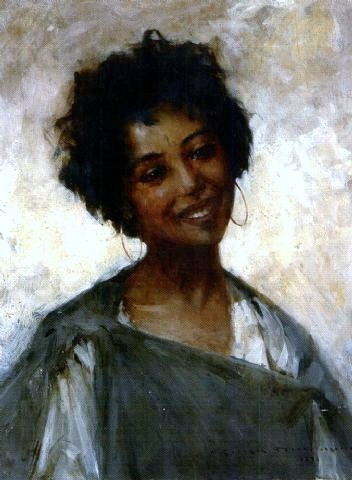
Jeune fille de Laghouat (1894)
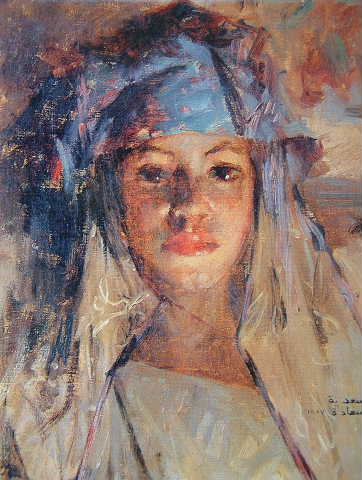
Portrait de jeune femme de Bou Saada
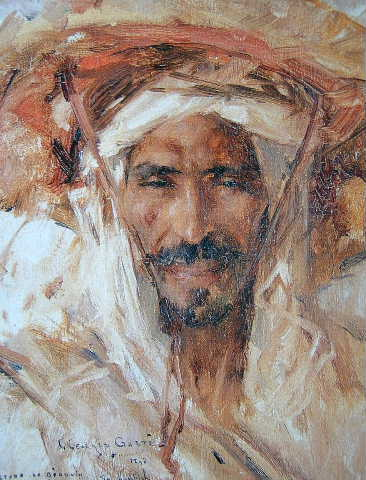
Tête de Bédouin (huile sur bois)
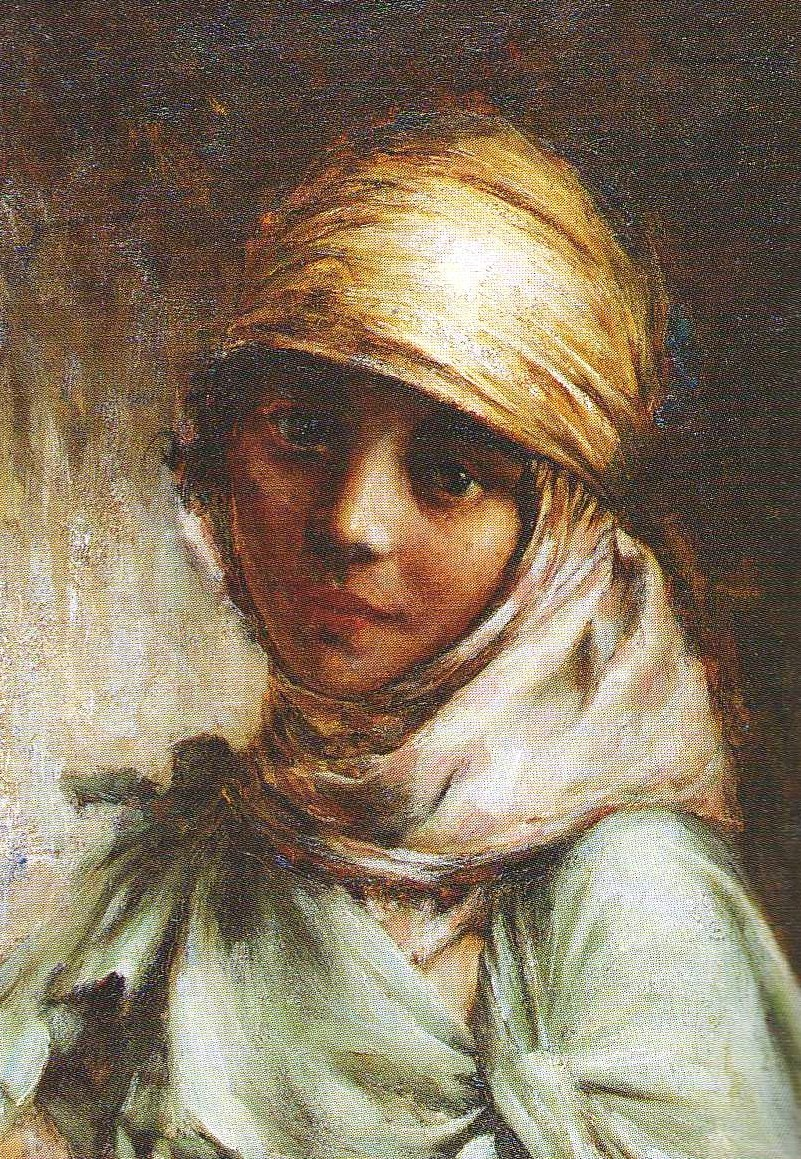
Aïcha (Algérie)
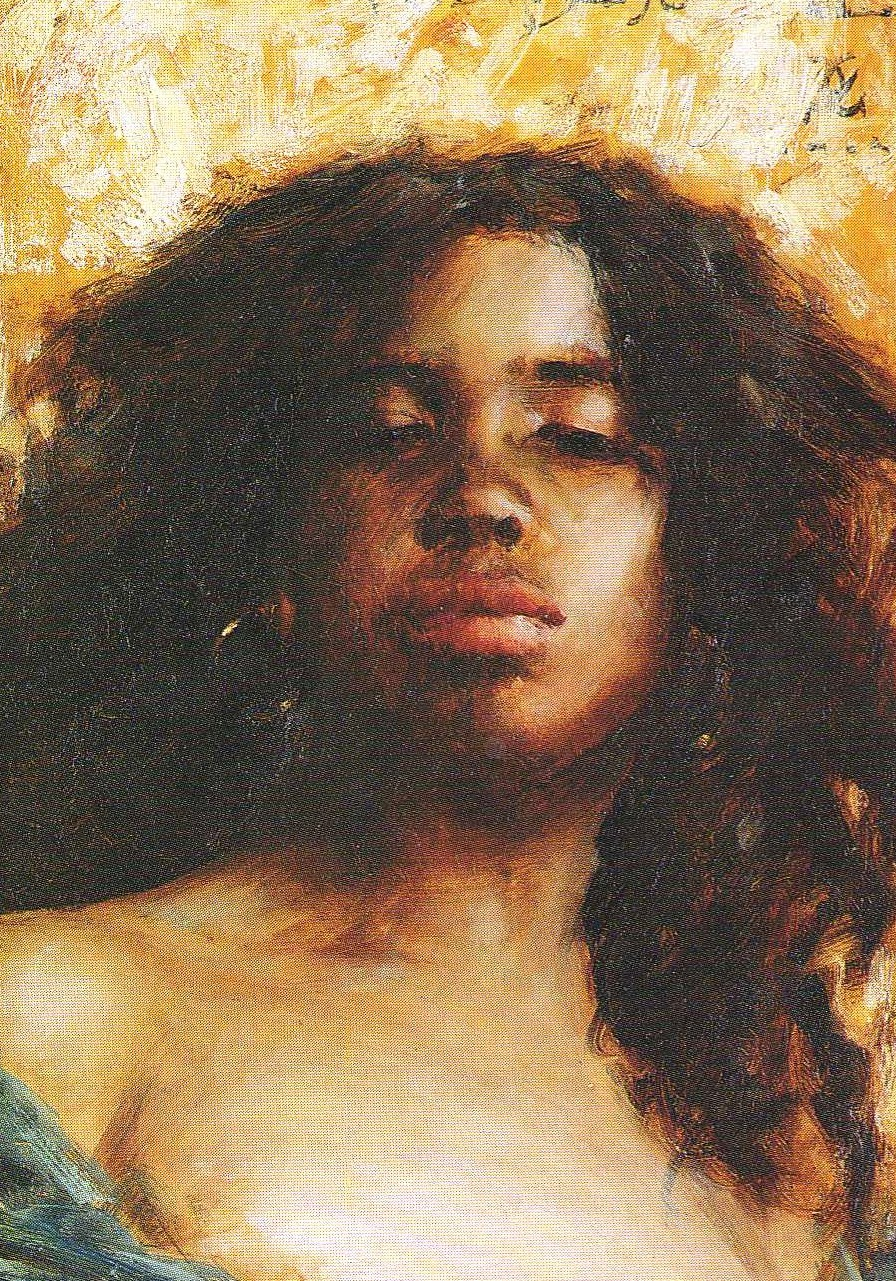
Portrait de Soudanaise (1909)
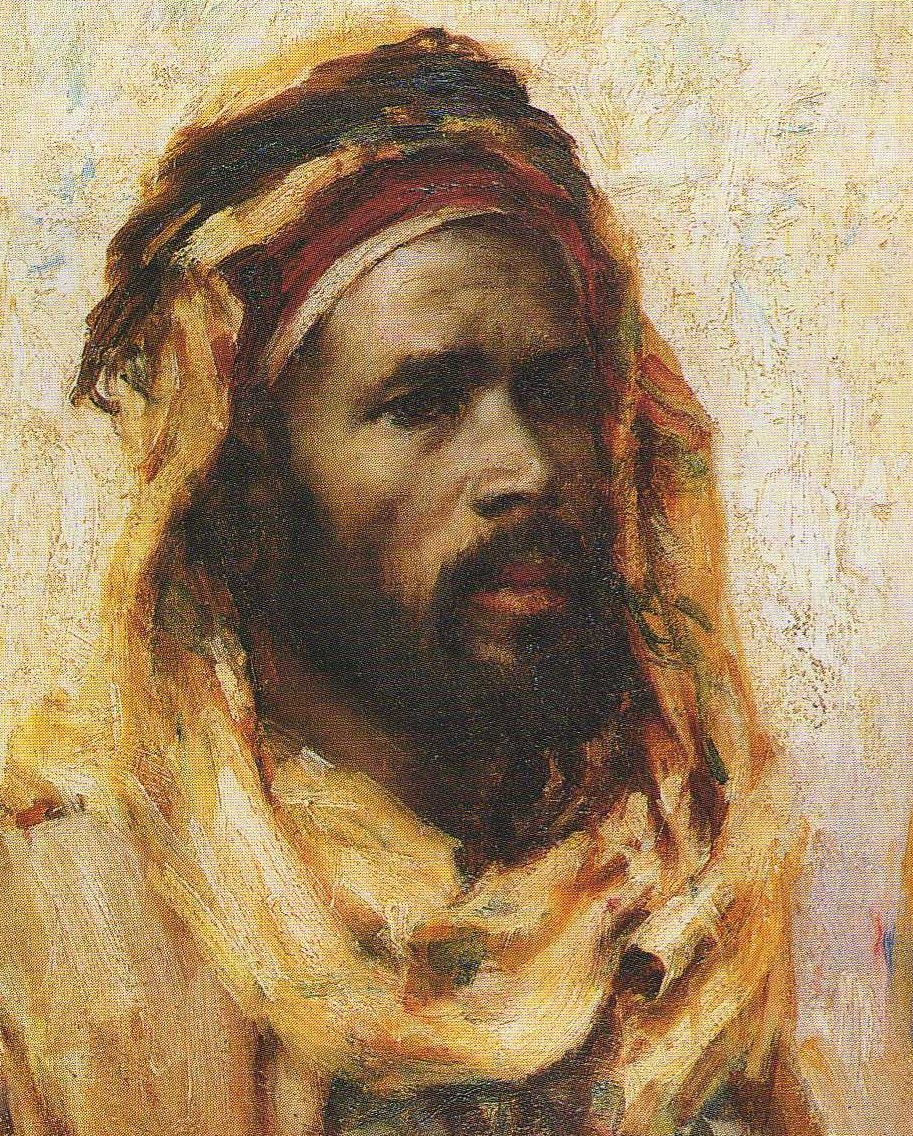
Portrait d'homme noir
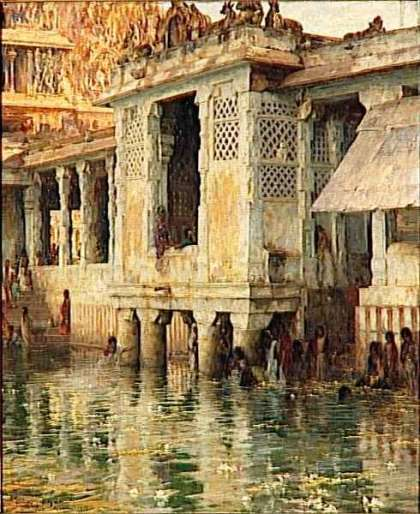
Le Bain des brahmines à Madura (1910)